# Raymond Scott
Raymond Scott, geboren als Harry Warnow (Brooklyn (New York), 10 september 1908 – North Hills (Los Angeles), 8 februari 1994), was een Amerikaanse jazztoetsenist (piano, celesta, andere elektronische apparaten). Hoewel Scott zelf nooit orkestraties voor cartoonsoundtracks maakte, is zijn muziek bekend bij miljoenen, omdat Carl Stalling het heeft aangepast in meer dan 120 Bugs Bunny, Porky Pig, Daffy Duck en andere tekenfilms van Warner Bros. Looney Tunes en Merrie Melodies. Zijn composities zijn ook te horen in The Ren and Stimpy Show (die opnamen van Scott in twaalf afleveringen gebruikt), The Simpsons, Duckman, Animaniacs, The Oblongs en Batfink. De enige keer dat hij componeerde om animatie te begeleiden, waren drie commerciële reclamejingles van 20 seconden voor County Fair Bread in 1962.

## Biografie

### Het vroege leven en carrière
Scott werd geboren in Brooklyn, New York uit de Russisch-joodse immigranten Joseph en Sarah Warnow. Zijn acht jaar oudere broer Mark Warnow was dirigent, violist en muzikaal leider van het CBS-radioprogramma Your Hit Parade en moedigde zijn muzikale carrière aan. Hij studeerde in 1931 af aan de Juilliard School of Music, waar hij piano, theorie en compositie studeerde. Scott, onder zijn geboortenaam, begon zijn professionele carrière als pianist voor de CBS Radio-huisband. Zijn broer Mark dirigeerde het orkest. Hij nam het pseudoniem "Raymond Scott" aan om zijn broer beschuldigingen van nepotisme te besparen, toen het orkest begon met het uitvoeren van de eigenzinnige composities van de pianist. In 1935 trouwde hij met Pearl Zimney.
Eind 1936 richtte Scott een band op onder zijn CBS-collega's en noemde deze zeskoppige band de Raymond Scott Quintette. Zijn sidemen waren Pete Pumiglio (klarinet), Bunny Berigan (trompet, vervangen door Dave Wade), Louis Shoobe (contrabas), Dave Harris (tenorsaxofoon) en Johnny Williams (drums). Ze maakten hun eerste opnamen in New York op 20 februari 1937 voor Master Records, eigendom van muziekuitgever/impresario Irving Mills (de manager van Duke Ellington).
Het Quintette vertegenwoordigde Scotts poging om swingmuziek nieuw leven in te blazen door strakke, drukke arrangementen, die de afhankelijkheid van improvisatie verminderde. Hij gaf zijn werken ongebruikelijke titels als New Year's Eve in a Haunted House, Dinner Music for a Pack of Hungry Cannibals (opgenomen door het Kronos Quartet in 1993) en Bumpy Weather Over Newark. Hoewel zijn liedjes populair waren bij het publiek, beschouwden jazzcritici ze als nieuwe muziek. Behalve dat hij een prominente figuur was in opnamestudio's en op radio- en concertpodia, schreef hij en werd hij geïnterviewd in DownBeat, Metronome en Billboard.
Scott geloofde in componeren en op het gehoor spelen. Hij componeerde niet op papier, maar door zijn band - door zinnetjes naar zijn sidemen te neuriën of door riffs en ritmes op het toetsenbord te demonstreren en spelers te instrueren zijn aanwijzingen te interpreteren. Het werd allemaal op het gehoor gedaan zonder schriftelijke partituren, een proces dat bekend staat als hoofdarrangementen. Scott, die ook een slimme geluidstechnicus was, nam de repetities van de band op schijven op en gebruikte de opnamen als referentie om zijn composities te ontwikkelen. Hij herbewerkte, re-sequentieerde en verwijderde passages en voegde thema's van andere schijven toe om voltooide werken te construeren. Tijdens het ontwikkelingsproces liet hij zijn spelers improviseren, maar eenmaal voltooid beschouwde hij een stuk als relatief vast en liet hij weinig verdere improvisatie toe. Scott beheerste het repertoire en de stijl van de band, maar hij nam zelden pianosolo's, hij gaf er de voorkeur aan de band vanaf het toetsenbord te leiden en solo's achter te laten en naar zijn sidemen te leiden. Hij had ook een voorliefde voor het aanpassen van klassieke motieven in zijn composities.
Het Quintette bestond van 1937 tot 1939 en nam bestsellers op zoals Twilight in Turkey, Minuet in Jazz, War Dance for Wooden Indians, Reckless Night on Board an Ocean Liner, Powerhouse en The Pinguïn. Een van Scotts populaire composities is The Toy Trumpet, een vrolijke popconfectie die direct herkenbaar is voor veel mensen die de titel of componist niet kunnen noemen. In de film Rebecca of Sunnybrook Farm uit 1938 zingt Shirley Temple een versie van het nummer. De vertolking van trompettist Al Hirt uit 1964 met Arthur Fiedler en het Boston Pops Orchestra voerden een versie uit. In a Eighteenth-Century Drawing Room is een popaanpassing van het openingsthema uit Mozart's Pianosonate in C, K. 545.
In 1939 maakte Scott van zijn Quintette een bigband. Toen hij drie jaar later door CBS-radio tot muziekregisseur werd benoemd, formeerde hij de eerste raciaal geïntegreerde radioband. De volgende twee jaar huurde hij saxofonist Ben Webster, trompettist Charlie Shavers, bassist Billy Taylor, trompettist Emmett Berry, trombonist Benny Morton en drummer Cosy Cole in. In 1942 gaf Scott zijn toetsenbordactiviteiten op, zodat hij zich kon concentreren op aannemen, componeren, arrangeren en dirigeren. Hij keerde terug naar het toetsenbord met enkele van zijn bands. In 1941 leidde hij een 13-koppig orkest om wat hij stille muziek noemde in New York te produceren, wat een geweldige show was van optreden met heel weinig geluid. Dit was een van de vroegste uitvoeringen van de stille of bijna stille muziekcanon.

### Midden carrière
Nadat hij van 1942 tot 1944 als muziekregisseur had gediend voor de Broadway Bandbox-programma's, verliet Scott het netwerk. Hij componeerde en arrangeerde muziek (met teksten van Bernie Hanighen) voor de Broadway-musical Lute Song uit 1946 met Mary Martin en Yul Brynner in de hoofdrol. Eind jaren 1940 begon Scott, gelijktijdig met het studiowerk van gitarist Les Paul met Mary Ford, met het opnemen van popsongs met de gelaagde zang met meerdere nummers van zijn tweede vrouw, zangeres Dorothy Collins. Een aantal hiervan werden commercieel uitgebracht, maar de techniek leverde hem niet het chartsucces van Les Paul en Mary Ford op. In 1948 formeerde Scott een zeskoppig kwintet dat enkele maanden dienst deed als huisband voor het CBS-radioprogramma Herb Shriner Time. De band maakte studio-opnamen, waarvan sommige werden uitgebracht op Scotts kortstondige label Master Records. Dit was niet het gelijknamige label van Irving Mills. Scott zou zijn label naar verluidt hebben genoemd als eerbetoon aan de ter ziele gegane onderneming Mills.
Toen zijn broer Mark Warnow in 1949 overleed, volgde Scott hem op als orkestleider bij de CBS-radioshow Your Hit Parade. Het jaar daarop verhuisde de show naar NBC Television en Scott bleef het orkest leiden tot 1957. Collins was een bekende zanger in Your Hit Parade. De spraakmakende functie betaalde goed, maar Scott beschouwde het strikt als een 'rent gig' en gebruikte zijn salaris om zijn onderzoek naar elektronische muziek buiten de schijnwerpers te financieren. In 1950 componeerde Scott zijn eerste - en enige bekende - klassieke werk Suite for Violin and Piano. De suite met vijf delen werd op 7 februari 1950 uitgevoerd in de Carnegie Hall door violist Arnold Eidus en pianist Carlo Bussotti, die het werk opnamen. In 1958, terwijl hij diende als A&R-regisseur voor Everest, produceerde Scott het album Miss Gloria Lynne van zangeres Gloria Lynne. De sidemen omvatten veel van dezelfde sessiespelers, zoals Milt Hinton, Sam Taylor, George Duvivier, Harry "Sweets" Edison, Eddie Costa, Kenny Burrell en Wild Bill Davis, die deelnamen aan Scotts Secret 7-opnameproject uit 1959.

### Elektronica en onderzoek
Scott, die de Brooklyn Technical High School bezocht, was een pionier op het gebied van elektronische muziek en een avontuurlijke geluidstechnicus. Tijdens de jaren 1930 en 1940 troffen veel van de opnamesessies van zijn band de bandleider in de controlekamer aan, waarbij hij de akoestiek bewaakte en bijstuurde, vaak op revolutionaire wijze. Zoals Gert-Jan Blom en Jeff Winner schreven: 'Scott probeerde alle aspecten van het vastleggen en manipuleren van geluid onder de knie te krijgen. Zijn speciale interesse in de technische aspecten van opnemen, gecombineerd met de ultramoderne faciliteiten waarover hij beschikte, verschafte hem met enorme hands-on ervaring als technicus'.
In 1946 richtte hij Manhattan Research op, een divisie van Raymond Scott Enterprises. Behalve het ontwerpen van audioapparaten voor persoonlijk gebruik, bood Manhattan Research klanten verkoop en service aan voor een verscheidenheid aan apparaten, waaronder componenten zoals ringmodulatoren, golf-, toon- en envelope shapers, modulatoren en filters. Interessant waren de keyboard theremin, chromatische elektronische drumgeneratoren en cirkelgeneratoren. Scott beschreef Manhattan Research als meer dan een denkfabriek - een droomcentrum waar de opwinding van morgen vandaag beschikbaar wordt gesteld. Bob Moog, ontwikkelaar van de Moog Synthesizer, ontmoette Scott in de jaren 1950 en ontwierp circuits voor hem in de jaren 1960 en beschouwde hem als een belangrijke invloed. Steunend op verschillende instrumenten van zijn uitvinding, zoals de Clavivox en Electronium, nam Scott futuristische elektronische composities op voor gebruik in televisie- en radiocommercials en platen van elektronische muziek. Een reeks van drie albums die zijn ontworpen om baby's in slaap te wiegen, zijn werk Soothing Sounds for Baby, werd in 1964 uitgebracht bij het Gesell Institute of Child Development. Het publiek toonde er weinig belangstelling voor. Maar Manhattan Research zorgde voor opvallende sonische texturen voor commercials.
Scott ontwikkelde enkele van de eerste apparaten die in staat zijn om automatisch een reeks elektronische tonen achter elkaar te produceren. Hij noemde zichzelf de uitvinder van de polyfone sequencer. Zijn elektromechanische apparaten, sommige met motoren die fotocellen langs lichten bewegen, vertoonden weinig overeenkomsten met de volledig elektronische sequencers van eind jaren 1960. Hij begon te werken aan een machine die volgens hem kon worden samengesteld door kunstmatige intelligentie. Het Electronium, zoals Scott het noemde, wordt met zijn reeks knoppen en patchpanelen beschouwd als de eerste zelf samenstellende synthesizer. Sommige projecten van Raymond Scott waren minder complex maar nog steeds ambitieus. Tijdens de jaren 1950 en 1960 ontwikkelde en patenteerde hij elektronische telefoonbeltonen, alarmen, deurbellen en sirenes, automaten en asbakken met bijbehorende elektronische muziekpartituren, een elektronische muzikale babyrammelaar en een speeltje voor volwassenen, dat verschillende geluiden produceerde, afhankelijk van hoe twee mensen elkaar aanraakten. Hij geloofde dat deze apparaten de vele geluiden om ons heen - de functionele geluiden - elektronisch zouden updaten.
Scott en Dorothy Collins scheidden in 1964 en in 1967 trouwde hij met Mitzi Curtis (1918-2012). In de tweede helft van de jaren 1960 raakte hij geïsoleerd en deed geheimzinnig over zijn uitvindingen. Hij gaf weinig interviews, hield geen openbare presentaties en bracht geen platen uit. In 1966-1967 componeerde en nam Scott (onder de titel "Ramond Scott") elektronische muziek soundtracks op voor experimentele films van Muppets-maker Jim Henson.Tijdens zijn bigbandperiode onderhield Scott gespannen relaties met muzikanten die hij in dienst had. Maar toen zijn carrière ondergedompeld werd in elektronische gadgets, gaf hij de voorkeur aan het gezelschap van technici, zoals Bob Moog, Herb Deutsch, Thomas Rhea en Alan Entenmann. Scott verwelkomde nieuwsgierige bezoekers van zijn lab, waaronder de Franse pionier op het gebied van elektronische muziek Jean-Jacques Perrey in maart 1960.
In 1969 bezocht Berry Gordy van Motown Scott in zijn Long Island-labs om het Electronium in actie te zien. Onder de indruk van de mogelijkheden, huurde Gordy Scott in 1971 in als directeur van de elektronische muziek- en onderzoeksafdeling van Motown in Los Angeles, een functie die Scott tot 1977 bekleedde. Er zijn tot nu toe nog geen Motown-opnamen bekendgemaakt met behulp van de elektronische uitvindingen van Scott. 
Scott zei later dat hij elf jaar en bijna een miljoen dollar had besteed aan de ontwikkeling van het Electronium. Scott was daarna grotendeels werkloos, hoewel nauwelijks inactief. Hij bleef zijn uitvindingen aanpassen en computers en primitieve MIDI-apparaten aanpassen aan zijn systemen. Hij leed aan een reeks hartaanvallen, had weinig geld en werd een onderwerp op Where Are They Now?. Tijdens de jaren 1980 grotendeels vergeten door het publiek, kreeg hij in 1987 een beroerte waardoor hij niet meer kon werken of een gesprek kon beginnen. Zijn opnamen waren grotendeels niet meer gedrukt, zijn elektronische instrumenten waren spinrag-verzamelende relikwieën en zijn tantièmeniveau was laag.
In 1959 organiseerde Scott een band van top jazzsessiemuzikanten en nam een album op met de titel The Unexpected, toegeschreven aan The Secret Seven en uitgebracht bij Top Rank Records.

### De cartoonverbinding
In 1943 verkocht Scott zijn muziekpublicatie aan Warner Bros., die muziekregisseur Carl Stalling van Looney Tunes en Merrie Melodies toestond om alles in de Warner-muziekcatalogus aan te passen. Stalling begon zijn cartoonscores te peppen met citaten van Scott, zoals in The Great Piggy Bank Robbery. De nummers van Scott zijn in licentie gegeven aan The Simpsons, The Ren and Stimpy Show, Animaniacs, The Oblongs, Batfink en Duckman. Powerhouse werd tien keer geciteerd in de Warner Brothers-speelfilm Looney Tunes: Back in Action (2003).

### Onduidelijkheid en herontdekking
De interesse in zijn werk herleefde begin jaren 1990, nadat Irwin Chusid Raymond en zijn vrouw Mitzi ontmoette in hun huis in Californië en een verzameling niet-uitgebrachte opnamen van repetities en studiosessies ontdekte. In 1992 was de publicatie van Reckless Nights and Turkish Twilights door Columbia Records, geproduceerd door Irwin Chusid met Hal Willner als uitvoerend producent, de eerste major-label-compilatie van zijn zesmanskwintet uit 1937-1939. Een jaar eerder produceerden Chusid en Will Friedwald een album met kwintetuitzendingen getiteld The Man Who Made Cartoons Swing for Stash. Regisseur John Kricfalusi van The Ren & Stimpy Show begon kwintetopnamen te gebruiken. Eind jaren 1990 bracht The Beau Hunks, een Nederlands ensemble dat muziek speelde, geschreven door Leroy Shield voor Laurel en Hardy-films, de twee albums Celebration on the Planet Mars en Manhattan Minuet (beide uitgebracht door Basta Audio-Visuals) uit van Scotts sextet. Leden van The Beau Hunks (opnieuw geconfigureerd als een saxtet en vervolgens een soctette) speelden en namen Scott-werken op, soms in samenwerking met het Metropole Orkest.
Het postuum uitgebrachte Manhattan Research Inc. (Basta, 2000, mede geproduceerd door Gert-Jan Blom en Jeff Winner) toont Scotts baanbrekende elektronische werken uit de jaren 1950 en 1960 op twee cd's (het pakket bevat een hardcover boek van 144 pagina's). Microphone Music (Basta, 2002, geproduceerd door Irwin Chusid met Blom en Winner als projectadviseurs) verkent het originele werk van Scotts Quintette. De cd-publicatie van Ectoplasm (Basta, 2008) beschrijft een tweede (1948-1949) incarnatie van het zeskoppige kwintet-formaat, met Scotts vrouw Dorothy Collins, die op verschillende nummers zingt. In juni 2017 bracht Basta de 3-lp/2-cd-set Three Willow Park: Electronic Music from Inner Space uit, met 61 onuitgebrachte elektronische opnamen, gemaakt door Scott tussen 1961 en 1971 (Basta, 2017, geproduceerd door Gert-Jan Blom, Irwin Chusid en Jeff Winner). AllMusic noemde de set een van de beste compilaties van 2017. Devo-oprichter Mark Mothersbaugh kocht via zijn bedrijf Mutato Muzika in 1996 het enige (niet-functionerende) Electronium van Scott aan met de bedoeling het te herstellen. J Dilla samplede Lightworks en Bendix 1: The Tomorrow People voor het nummer Lightworks op zijn laatste album Donuts.

## Overlijden
Raymond Scott overleed in februari 1994 op 85-jarige leeftijd aan de gevolgen van longontsteking.

## Discografie
- 1953: Raymond Scott and His Orchestra Play (MGM Records)
- 1956: A Yank in Europe – Ted Heath and his Music play Raymond Scott compositions ()
- 1957: This Time With Strings (Coral Records)
- 1958: Rock 'n Roll Symphony (Everest Records)
- 1959: Manhattan Research, Inc. (Columbia Records)
- 1960: The Secret 7: The Unexpected (Top Rank Records)
- 1963: Soothing Sounds for Baby volumes 1–3 (Epic Records)
- 1991: The Raymond Scott Project: Vol. 1: Powerhouse (Stash Records)
- 1992: The Music of Raymond Scott: Reckless Nights and Turkish Twilights (Columbia Records)
- 2000: Manhattan Research, Inc. (Basta Music)
- 2002: Microphone Music (Basta Music)
- 2008: Ectoplasm (Basta Music)
- 2012: Suite for Violin and Piano (Basta Music)
- 2013: Raymond Scott Songbook (Li'l Daisy / Daisyworld)
- 2014: Raymond Scott Rewired (Basta Music)
- 2017: Three Willow Park: Electronic Music from Inner Space (Basta Music)

## Theater
- 1946: Lute Song – musical – componist en orkestrator; de productie omvatte Mountain High, Valley Low met teksten van Bernard Hanighen
- 1950: Peep Show (1950) – produced by Mike Todd, componeerde Desire om de dansroutine van Cat Girl te begeleiden
- 2009: Powerhouse (2009) – geproduceerd door Sinking Ship Productions, geschreven door Josh Luxenberg en geregisseerd door Jonathan Levin en voor het eerst opgevoerd tijdens het New York International Fringe Festival, is een impressionistisch toneelstuk gebaseerd op Scott's leven en werk, gechoreografeerd met zijn muziek en opnames. Het keerde terug naar het podium in 2014 voor een run van drie weken in het New Yorkse New Ohio Theater.
- 2013: Manhattan Research, die in première ging in het Lincoln Center in augustus 2013, is een danswerk voor Raymond Scotts muziek, gechoreografeerd door John Heginbotham.

## Films en televisie
Naast de cartoons van Warner Brothers (die bedoeld waren voor theatrale vertoning), bevatten de volgende films opnamen of werken die door Scott zijn gecomponeerd of mede gecomponeerd: Nothing Sacred (1937, verschillende aangepaste normen), Ali Baba Goes to Town (1938, Twilight in Turkey en Arabania), Happy Landing (1938, War Dance for Wooden Indians); Rebecca of Sunnybrook Farm (1938, The Toy Trumpet, met speciale teksten van Jack Lawrence), Just Around the Corner (1938, Brass Buttons and Epaulettes [uitgevoerd door Scott's Quintette, maar niet gecomponeerd door Scott]), Sally, Irene en Mary (1938, Minuet in Jazz), Bells of Rosarita (1945, Singing Down the Road), Not Wanted (1949, thema en orkestraties), The West Point Story (1950, The Toy Trumpet), Storm Warning (1951, Dinner Music for a Pack of Hungry Cannibals), The Trouble with Harry (1955, Flagging the Train to Tuscaloosa, woorden van Mack David), Never Love a Stranger (1958, score), The Pusher (1960, score), Clean and Sober (1988, Singing Down the Road),  Honey, I Shrunk the Kids (1989, Powerhouse, niet genoemd, bevestigd in buitengerechtelijke schikking), Search and Destroy (1995, Moment Whimsical), Funny Bones (1995, The Penguin), Lulu on the Bridge (1998, Devil Drums), Looney Tunes: Back in Action (2003, Powerhouse), Starsky and Hutch (2005, Dinner Music for Pack of Hungry Cannibals), RocknRolla (2008, Powerhouse), Best of Enemies (2015, Portofino), The Space Between Us (2017, Song of India) en Won't You Be My Neighbor (2018, Waltz of the Diddles).
- Biblioteca Nacional de España: XX843391
- Bibliothèque nationale de France: cb138996041 (data)
- Catàleg d'autoritats de noms i títols de Catalunya: 981058518596306706
- Gemeinsame Normdatei: 134962761
- International Standard Name Identifier: 0000 0001 1478 6161
- Library of Congress Control Number: n85177103
- MusicBrainz: 1807480c-c81e-401a-8016-300758f51008
- Nationale Bibliotheek van Tsjechië: xx0122854
- Nationale Bibliotheek van Israël: 987007411005505171
- Nederlandse Thesaurus van Auteursnamen: 186610556
- SNAC: w6rf6tbt
- Système universitaire de documentation: 156505878
- Trove: 1177938
- Virtual International Authority File: 100251967
- WorldCat: E39PBJmhRxcPxbx9yvWW4QvCQq